# Lubicko Wielkie
Lubicko Wielkie (pol. hist. Lubowo) – jezioro na Pojezierzu Drawskim, w miejscowości letniskowej Łubowo, w gminie Borne Sulinowo, w Powiecie Szczecineckim, w woj. zachodniopomorskim.

## Charakterystyka
Położone jest na wysokości 130,3 m n.p.m., o powierzchni 168,34 ha i max. głębokości 36,2 m. Poprzez jezioro Lubicko Małe łączy się z rzeką Piławą i jeziorem Pile.

## Historia
W XVI wieku leżało na granicy Pomorza z Wielkopolską. Dawniej jezioro miało inną nazwę. W 1549 odnotowane zostało jako Lubow, a w latach 1564–1565 Lubowo. W XVI wieku akwen znajdował się w starostwie drahimskim, powiecie wałeckim województwa poznańskiego w Koronie Królestwa Polskiego przy granicy z Pomorzem.
Zachowały się relacje pomorskie z lat 1549–1570 o granicy wielkopolsko-pomorskiej. W 1549 opisano jej przebieg. Szła od jeziora Komorze wzdłuż strugi Rakowo, potem dzieli na połowy jezioro Lubicko i wyspę na tym jeziorze, a następnie biegła w kierunku Jeziora Motarskiego. W kwietniu 1559 granicę opisano jako biegnącą od strugi Rakowo, wzdłuż czterech granicznych kamieni, z których jeden znajdował się nad nie wymienionym z nazwy jeziorem, a ostatni leżał koło wsi Łubowo. Dalej granica biegła w kierunku Jeziora Motarskiego. We wrześniu 1559 kolejny raz opisano przebieg granicy – biegła przez las bukowy koło jeziora Lubicko Wielkie, a dalej do wsi Łubowo, którą trzy lata wcześniej założył starosta drahimski wbrew czterem rodom pomorskim osiadłym na granicy polskiej.
W latach 1564–1565 jezioro zmierzono i opisano. Miało wymiary 15 × 9 sznurów z odnogą, która sięgała na południowy zachód w kierunku wsi Łubowo i liczyła 15 × 3 sznury. Akwen był głęboki na 7 sążni, miał 18 toni niewodowych. Odnotowano także żyjące w jeziorze ryby: leszcze, sielawy oraz inne.

## Turystyka
Przy południowym brzegu zbiornika znajduje się pole namiotowe oraz plaża strzeżona i wypożyczalnia sprzętu pływającego. Jezioro jest bardzo popularne wśród wędkarzy, tu też startuje spływ kajakowy Piławą uważany za jeden z najpiękniejszych w Polsce.